# Desmatodon viridipilus
Desmatodon viridipilus là một loài Rêu trong họ Pottiaceae. Loài này được (Dixon & Sainsbury) Sainsbury mô tả khoa học đầu tiên năm 1952.